# Sinningia bulbosa
Sinningia bulbosa är en tvåhjärtbladig växtart som först beskrevs av Ker Gawl., och fick sitt nu gällande namn av Wiehler. Sinningia bulbosa ingår i släktet Sinningia och familjen Gesneriaceae. Inga underarter finns listade i Catalogue of Life.